# استیو مسلر
استیو مسلر (انگلیسی: Steve Mesler؛ زادهٔ ۲۸ اوت ۱۹۷۸) ورزشکار بابسلد اهل ایالات متحده آمریکا بود.
وی در مسابقات کشوری و بین‌المللی در مجموع برندهٔ ۲ مدال طلا، ۱ مدال برنز شده‌است.

## زندگی اولیه و حرفه ورزشی
مسلر در بوفالو، نیویورک متولد شد و از طرف مادرش یهودی است. او به مدرسه افتخارات شهر در بوفالو رفت و در سال ۱۹۹۶ فارغ‌التحصیل شد.
استیو مسلر و تیم ۴ نفره بابل اسلد ایالات متحده آمریکا، با نام مستعار The Night Train، پس از کسب مدال طلا در المپیک زمستانی ونکوور ۲۰۱۰. این اولین مدال طلای باب ۴ نفره ایالات متحده در ۶۲ سال بود.
مسلر در دانشگاه فلوریدا در گینزویل، فلوریدا حضور یافت، جایی که او به عنوان یک ده‌گانه برای تیم دوومیدانی فلوریدا گیتورز از سال ۱۹۹۷ تا ۲۰۰۰ رقابت کرد. او در سال ۲۰۰۰ با مدرک لیسانس از دانشگاه فلوریدا در رشته ورزش و علوم ورزشی فارغ‌التحصیل شد.
مسلر در بازی‌های المپیک زمستانی ۲۰۱۰ مدال طلا را به عنوان یک هلنده برای تیم المپیک ایالات متحده راننده استیو هولکامب در مسابقات چهار نفره به دست آورد. این اولین مدال طلا برای ایالات متحده در ۶۲ سال بود.
تیم مسلر در مسابقات چهار نفره در تورین در سال ۲۰۰۶ هفتم شد. او در مسابقات قهرمانی جهانی FIBT دو مدال در مسابقات چهار نفره با یک طلا در سال ۲۰۰۹، اولین مدال در ۵۰ سال برای ایالات متحده و یک برنز کسب کرد. 
در مارس ۲۰۱۱، او به تالار مشاهیر ورزشی ملی یهودیان و در اکتبر ۲۰۱۱ به تالار مشاهیر ورزشی بوفالو معرفی شد.